# شرعية القتل الرحيم
تختلف شرعية القتل الرحيم من بلد الى بلد. لاقت الجهود المبذولة لتغيير السياسات الحكومية بشأن مشروعية القتل الرحيم للإنسان في القرنين العشرين والحادي والعشرين نجاحًا محدودًا في الدول الغربية. كما تم تطوير سياسات القتل الرحيم البشري من قبل مجموعة متنوعة من المنظمات غير الحكومية، وأبرزها الجمعيات الطبية ومنظمات المناصرة. إبتدأً من عام 2022، أصبح القتل الرحيم قانونيًا في بلجيكا وكندا وكولومبيا ولوكسمبورغ وهولندا ونيوزيلندا وإسبانيا والعديد من ولايات أستراليا (نيو ساوث ويلز وكوينزلاند وجنوب أستراليا وتسمانيا وفيكتوريا وغرب أستراليا). كان القتل الرحيم قانونيًا لفترة وجيزة في الإقليم الشمالي بين 1996 و 1997، لكن تم نقضه بموجب قانون اتحادي. في عام 2021، سمحت محكمة في بيرو بالقتل الرحيم لشخص واحد وهو، آنا إسترادا (Ana Estrada).
"يجب عدم الخلط بين القتل الرحيم والانتحار بمساعدة الغير، والذي قد يكون قانونيًا في بعض الولايات القضائية الأخرى."

## قانون القتل الرحيم حسب البلد

### الأرجنتين
في التاسع من مايو عام 2012، قام مجلس الشيوخ الأرجنتيني بتحويل مشروع قانون يمكّن من رفض العلاجات التي تطيل بشكل مصطنع حياة المرضى الذين يعانون من أعراض الموت النهائية أو التي لا رجعة فيها. يمكن إعطاء الموافقة من قبل المريض أو، من قبل أقاربه أو ممثليه القانونيين، إذا لم يكن في وضع يسمح له بذلك. صدر في 24 مايو عام 2012 باسم "القانون 26742".

#### أستراليا
أقرت جميع الولايات الأسترالية قوانينًا تسمح بالمساعدة على الموت (كما هو معروف في أستراليا). هذه القوانين محدودة النطاق، مما يسمح للطبيب بالمساعدة على الانتحار في حال كان الشخص يعاني من حالة طبية متقدمة، وغير قابلة للشفاء، ولا رجعة فيها، وتسبب أيضا معاناة لا تطاق، وتؤدي إلى وفاة الشخص في الأشهر الستة المقبلة، أو في اثني عشرَ شهرًا بسبب الاضطرابات التنكسية العصبية. كانت فيكتوريا (Victoria) هي أول من فعل ذلك؛ قانون استراليا، قانون المساعدة على الموت الطوعي لعام 2017، قيد التنفيذ في يونيو عام 2019، مع تمرير أستراليا الغربية لقانون مماثل في ديسمبر عام 2019. نيو ساوث ويلز (New South Wales) هي آخر ولاية في استراليا تمرر قوانينًا تسمح بالمساعدة على الموت، في التاسع عشر من مايو عام 2020. قبل إدخال هذه القوانين، وُجهت في مناسبات نادرة تهم "مساعدة وتحريض" على انتحار الآخرين.
كان الوضع مختلفا من منطقة الى اخرى.  فالقتل الرحيم كان قانونيًا في الإقليم الشمالي، بموجب قانون حقوق المرضى الميؤوس من شفائهم لعام 1995. في عام 1997.، تجاوزت الحكومة الفيدرالية الأسترالية تشريعات الإقليم الشمالي بإدخال قانون القتل الرحيم لعام 1997. ولكن تم إلغاء هذا في ديسمبر 2022 مع تمرير قانون استعادة حقوق الإقليم. خلال الفترة القصيرة التي كان فيها القتل الرحيم قانونيًا في الإقليم الشمالي، ساعد الدكتور فيليب نيتشكي (Dr. Philip Nitschke)  ثلاثة أشخاص على إنهاء حياتهم من خلال الانتحار بمساعدة آلة الخلاص.
الوضع في المناطق مختلف. كان القتل الرحيم قانونيًا في الإقليم الشمالي ، بموجب قانون حقوق المرضى الميؤوس من شفائهم لعام 1995. في عام 1997 ، تجاوزت الحكومة الفيدرالية الأسترالية تشريعات الإقليم الشمالي من خلال إدخال قانون القتل الرحيم لعام 1997 ، ولكن تم إلغاء هذا في ديسمبر 2022 مع تمرير قانون استعادة حقوق الإقليم. خلال الفترة القصيرة التي كان فيها القتل الرحيم قانونيًا في الإقليم الشمالي ، ساعد الدكتور فيليب نيتشكي ثلاثة أشخاص على إنهاء حياتهم من خلال الانتحار بمساعدة آلة الإنقاذ.

##### بلجيكا
أقر البرلمان البلجيكي القتل الرحيم في الثامن والعشرين من مايو عام 2002.
أفادت دراسة استقصائية نُشرت في عام 2010 أن الذين ماتوا بواسطة القتل الرحيم (مقارنة مع الوفيات الأخرى) كانوا في الغالب أصغر سناً وذكورا ومرضى بالسرطان، وفي كثير من الأحيان ماتوا في منازلهم. في جميع الحالات تقريبًا، تم الإبلاغ عن معاناة جسدية لا تطاق. كان القتل الرحيم للمرضى الغير منتظمين نادرًا. كان هناك حوالي 1400 قضية في السنة منذ صدور القانون، وسجلت 1807 حالة في عام 2013.
في ديسمبر عام 2013، صوت مجلس الشيوخ البلجيكي لصالح تمديد قانون القتل الرحيم للأطفال المصابين بأمراض مميتة. الشروط المفروضة على الأطفال الذين يريدون القتل الرحيم هي:
1. يجب أن يكون المريض مدركًا لقراره ويفهم معنى القتل الرحيم.
2. يجب أن يكون والدا الطفل والفريق الطبي موافقون على الطلب.
3. يجب أن يكون المرض مميتا.
4. يجب أن يكون في حالة ألم شديد، مع عدم وجود علاج متاح للتخفيف من ضائقتهم.[28]
5. يجب أن يحدد عالم النفس مدى نضج المريض لاتخاذ القرار.

يؤكد التعديل أن طلب المريض طوعي.
حدث أول قتل رحيم بموجب هذه الشروط الجديدة في سبتمبر عام 2016.
في سبتمبر عام 2014، منحت اللجنة الفيدرالية للقتل الرحيم المغتصب والقاتل المدان فرانك فان دين بليكن (Frank Van Den Bleeken) الحق في المساعدة على الانتحار. قضى فان دين بليكن عقودًا في السجن لارتكابه جريمة عام 1989 ولم يعد يرغب في العيش. وقدم أكثر من عشرة سجناء آخرين التماسات مماثلة. في يناير عام 2015، أقرت وزارة العدل بأن أطباء فان دين بليكن أوصوا بعدم القتل الرحيم وأنهم سيطلبون رعاية نفسية بديلة له.
في أواخر عام 2014، وبناءً على طلب المريض نفسه، قام طبيب بإعطاء جرعة قاتلة من الأدوية لمريض بعد معاناته من مرض عقلي لسنوات.
"بلجيكا هي واحدة من خمسة بلدان تسمح للأطباء بقتل المرضى بناءً على طلبهم، وواحدة من دولتين، إلى جانب هولندا، تمنح الإجراء للأشخاص المصابين بمرض عقلي. والفكرة هي أن أولئك الذين يعانون من مرض نفسي يجب أن يحصلوا على الحقوق نفسها التي يتمتع بها أولئك الذين يعانون من أمراض جسدية ".
في يناير عام 2020، برأت محكمة الجنايات في غينت ثلاثة أطباء من تهم القتل الرحيم في عام 2010.